# Holcobius simulans
Holcobius simulans är en skalbaggsart som beskrevs av Perkins 1910. Holcobius simulans ingår i släktet Holcobius och familjen trägnagare. Inga underarter finns listade i Catalogue of Life.